# Carcereiros
Carcereiros é uma série de televisão brasileira produzida e exibida pelo serviço de streaming Globoplay, cujo lançamento da primeira temporada ocorreu em 8 de junho de 2017 com 12 episódios. Posteriormente, a série estreou na TV Globo em 26 de abril de 2018 e finalizando em 22 de janeiro de 2021, com três temporadas, sendo que a última foi uma exibição do longa metragem da série em formato de minisserie. 
É escrita por Marçal Aquino, Fernando Bonassi e Dennison Ramalho com colaboração de Marcelo Starobinas, inspirada no livro homônimo de Dráuzio Varella. Conta com direção artística de José Eduardo Belmonte.

## Produção
Inicialmente a série seria protagonizada por Domingos Montagner, porém, com a morte do ator durante as gravações da telenovela Velho Chico, o papel foi repassado para Rodrigo Lombardi.
Foi lançada em 8 de junho de 2017 na plataforma de streaming da emissora, o Globoplay, prevista para estrear no segundo semestre de 2017, a série teve sua exibição na TV adiada para 2018, em virtude dos atos de violência no Espírito Santo e nas penitenciárias do norte do país ocorridas no início do ano, além de Rodrigo Lombardi, protagonista, estar no ar em A Força do Querer.
Em 4 de setembro de 2017, passou a ser exibida no canal Mais Globosat. Em 26 de abril de 2018, a série estreou na Rede Globo.
A série ganhou um longa metragem em 2019, que também é o episódio final da série. O filme foi exibido pela Globo em formato de minissérie, entre 18 e 22 de janeiro de 2021, dando fim a exibição do seriado.

## Enredo
Adriano (Rodrigo Lombardi) é um historiador graduado que tenta equilibrar a criação da filha adolescente Lívia (Giovanna Rispoli), a relação com a segunda esposa Janaína (Mariana Nunes) e a decisão de se tornar agente penitenciário para seguir os passos do pai (Othon Bastos). Quem lhe ajuda a lidar com os desafios e os conflitos do ambiente sempre tenso são os colegas de profissão Vinícius (Jean Amorim) e Isaías (Lourinelson Vladimir), além do chefe de segurança Juscelino (Aílton Graça), embora ele tenha que lidar com o rabugento agente penitenciário Valdir (Tony Tornado). O presídio, dirigido de forma um tanto quanto fora de controle por Vilma (Nani de Oliveira), passa a ser palco principal das histórias do seriado e Adriano terá que lidar com os desafios do novo trabalho.

## Temporadas
| Temporada  | Temporada           | Canal               | Estreia               | Encerramento          |
| ---------- | ------------------- | ------------------- | --------------------- | --------------------- |
|            | 1                   | Globoplay           | 8 de junho de 2017    | 8 de junho de 2017    |
| Rede Globo | 1                   | 26 de abril de 2018 | 6 de dezembro de 2018 |                       |
|            | 2                   |                     |                       |                       |
| Rede Globo | 16 de abril de 2019 | 30 de julho de 2019 |                       |                       |
|            | 3                   | Rede Globo          | 18 de janeiro de 2021 | 22 de janeiro de 2021 |

## Elenco

### Principal
| Intérprete           | Personagem                 | Temporadas | Temporadas | Temporadas |
| Intérprete           | Personagem                 | 1ª 2017    | 2ª 2019    | 3ª 2021    |
| -------------------- | -------------------------- | ---------- | ---------- | ---------- |
| Rodrigo Lombardi     | Adriano Ferreira de Araújo |            |            |            |
| Giovanna Rispoli     | Lívia Macedo de Araújo     |            |            |            |
| Mariana Nunes        | Janaína Macedo             |            |            |            |
| Othon Bastos         | Tibério Ferreira de Araújo |            |            |            |
| Tony Tornado         | Valdir                     |            |            |            |
| Lourinelson Vladimir | Isaías                     |            | part.      | —          |
| Aílton Graça         | Juscelino                  |            | —          | —          |
| Nani de Oliveira     | Drª. Vilma Alencar         |            | —          | —          |
| Jean Amorim          | Vinícius                   |            | —          | —          |
| Ernani Moraes        | Rubão                      | part.      |            |            |
| Kaysar Dadour        | Abdel                      | —          | —          |            |

### Recorrente
| Intérprete        | Personagem      | Temporadas | Temporadas | Temporadas |
| Intérprete        | Personagem      | 1ª 2017    | 2ª 2019    | 3ª 2021    |
| ----------------- | --------------- | ---------- | ---------- | ---------- |
| Samantha Schmütz  | Solange         |            |            |            |
| Letícia Sabatella | Érika Guimarães |            |            |            |
| Milton Gonçalves  | Dr. Louveira    |            |            |            |
| Leonardo Medeiros | Dr. Aramis      | part.      |            |            |
| Babu Santana      | Edgar de Souza  | —          |            |            |
| Mariana Ruggiero  | Mariana         | —          |            |            |

### Participações especiais
| Intérprete             | Personagem                             | Episódio                              |
| ---------------------- | -------------------------------------- | ------------------------------------- |
| Diogo Salles           | Binho                                  | 1.01 - Resgate no Inferno             |
| Maria Clara Spinelli   | Kelly                                  | 1.01 - Resgate no Inferno             |
| Adriano Bolshi         | Gadernal                               | 1.01 - Resgate no Inferno             |
| Daniel Infantini       | Zebul                                  | 1.01 - Resgate no Inferno             |
| Thogun Teixeira        | Engenheiro                             | 1.01 - Resgate no Inferno             |
| Eliseu Paranhos        | Potro                                  | 1.02 - Plano de Fuga                  |
| Projota                | Tuinho                                 | 1.02 - Plano de Fuga                  |
| Thogun Teixeira        | Engenheiro                             | 1.02 - Plano de Fuga                  |
| Herberth Vital         | Nigéria                                | 1.02 - Plano de Fuga                  |
| Hermínio Ribeiro       | Chicão                                 | 1.02 - Plano de Fuga                  |
| Ademir Emboava         | Pastor                                 | 1.02 - Plano de Fuga                  |
| Bukassa Kabengele      | Vincentão (Luís Vicente)               | 1.03 - Cidade Sitiada                 |
| Adriano Bolshi         | Gadernal                               | 1.03 - Cidade Sitiada                 |
| Daniel Infantini       | Zebul                                  | 1.03 - Cidade Sitiada                 |
| Jonathan Haagensen     | Baiano                                 | 1.04 - Clinch                         |
| Carol Castro           | Valéria                                | 1.04 - Clinch                         |
| André Guerreiro Lopes  | Jarbas                                 | 1.04 - Clinch                         |
| Mariano Júnior         | Paulinho Rottweiler                    | 1.04 - Clinch                         |
| Teca Pereira           | Maria                                  | 1.04 - Clinch                         |
| Adriano Bolshi         | Gadernal                               | 1.04 - Clinch                         |
| Daniel Infantini       | Zebul                                  | 1.04 - Clinch                         |
| Che Moais              | Mandarim (Jorge Luís da Silva)         | 1.05 - O Mandarim                     |
| Nelson Baskerville     | Julinho Tattoo                         | 1.05 - O Mandarim                     |
| Kiko Marques           | Delegado Aguiar                        | 1.05 - O Mandarim                     |
| Juliana Lourenção      | Selma                                  | 1.05 - O Mandarim                     |
| Maurício Xavier        | Boca                                   | 1.05 - O Mandarim                     |
| Danilo de Moura        | Detento                                | 1.05 - O Mandarim                     |
| Caco Ciocler           | Jasão                                  | 1.06 - Questão de Método              |
| Gabriel Santana        | Léo                                    | 1.06 - Questão de Método              |
| Bicudo Júnior          | Edvaldo                                | 1.06 - Questão de Método              |
| Maurício de Barros     | Kadafi                                 | 1.06 - Questão de Método              |
| João Carlos Andreazza  | Paulo Aranha                           | 1.06 - Questão de Método              |
| Gustavo Braunstein     | Lambari                                | 1.06 - Questão de Método              |
| Bruno Rocha            | Vitinho                                | 1.06 - Questão de Método              |
| Bicudo Júnior          | Edvaldo                                | 1.07 - Cela 237                       |
| Rafael Losso           | Ivan                                   | 1.07 - Cela 237                       |
| Kiko Vianello          | Vilmar                                 | 1.07 - Cela 237                       |
| Ariclenes Barroso      | Feijão                                 | 1.07 - Cela 237                       |
| Marcello Gonçalves     | Luís                                   | 1.07 - Cela 237                       |
| Aílton Rosa            | Prisioneiro                            | 1.07 - Cela 237                       |
| Matheus Nachtergaele   | Monstro (Laércio Rocha)                | 1.08 - Uma Questão Pessoal            |
| Chico Diaz             | Batistão                               | 1.08 - Uma Questão Pessoal            |
| Caio Blat              | Samuel                                 | 1.08 - Uma Questão Pessoal            |
| Projota                | Tuinho                                 | 1.08 - Uma Questão Pessoal            |
| Hermínio Ribeiro       | Chicão                                 | 1.08 - Uma Questão Pessoal            |
| Jefferson Brasil       | Sacomã                                 | 1.08 - Uma Questão Pessoal            |
| Vandré Silveira        | Dorado                                 | 1.09 - Talarico Por Acaso             |
| Gabriel Santana        | Léo                                    | 1.09 - Talarico Por Acaso             |
| Thereza Morena         | Grace (Maria das Dores)                | 1.09 - Talarico Por Acaso             |
| Samuel de Assis        | Joel (Barman)                          | 1.09 - Talarico Por Acaso             |
| Nash Laila             | Pâmela (Luciana dos Reis)              | 1.09 - Talarico Por Acaso             |
| Giuliana Maria         | Tânia (Patrícia dos Santos)            | 1.09 - Talarico Por Acaso             |
| Nataly Cabanas         | Cleusa Ferreira                        | 1.09 - Talarico Por Acaso             |
| Emmilio Moreira        | Delegado Neves                         | 1.09 - Talarico Por Acaso             |
| Eduardo Acaibe         | Anselmo Sampaio                        | 1.10 - Assunto de Família             |
| Bukassa Kabengele      | Vincentão (Luís Vicente)               | 1.10 - Assunto de Família             |
| Gabrielle Lopes        | Agente Federal                         | 1.10 - Assunto de Família             |
| Eduardo Silva          | Noé                                    | 1.10 - Assunto de Família             |
| Adriano Merlini        | Sequestrador                           | 1.10 - Assunto de Família             |
| Luciano Andrey         | Sequestrador                           | 1.10 - Assunto de Família             |
| Vitor Davied           | Agente Federal                         | 1.10 - Assunto de Família             |
| Celso Camargo          | Agente Federal                         | 1.10 - Assunto de Família             |
| Gabriel Leone          | Wellington Sacramento                  | 1.11 - Ratos & Homens                 |
| Eucir de Souza         | Jaime                                  | 1.11 - Ratos & Homens                 |
| Gabrielle Lopes        | Agente Federal                         | 1.11 - Ratos & Homens                 |
| Nill Marcondes         | Dá 15 (Sandro Sacramento)              | 1.11 - Ratos & Homens                 |
| Bruno Rocha            | Vitinho                                | 1.11 - Ratos & Homens                 |
| Talita Coling          | Sandra                                 | 1.11 - Ratos & Homens                 |
| Tony Reis              | Marcos                                 | 1.11 - Ratos & Homens                 |
| Patrícia Pimenta       | Odete                                  | 1.11 - Ratos & Homens                 |
| Gustavo Falcão         | Aguinaldo                              | 1.12 - Amor Que Fica                  |
| Gabriel Santana        | Léo                                    | 1.12 - Amor Que Fica                  |
| Natália Lage           | Míriam                                 | 1.12 - Amor Que Fica                  |
| JB Oliveira            | Leandro                                | 1.12 - Amor Que Fica                  |
| Val Perré              | Abdala                                 | 1.13 - Medicina Legal                 |
| Matheus Fagundes       | Lucas                                  | 1.13 - Medicina Legal                 |
| Heslaine Vieira        | Jussara Rocha                          | 1.13 - Medicina Legal                 |
| Rodrigo Pavon          | Dantas                                 | 1.13 - Medicina Legal                 |
| Leonardo Medeiros      | Dr. Aramis                             | 1.13 - Medicina Legal                 |
| Mateus Almada          | Jaca                                   | 1.13 - Medicina Legal                 |
| Fernando de Paula      | Funcionário do Raio 2                  | 1.13 - Medicina Legal                 |
| Douglas Silva          | Capivara                               | 1.14 - Um Preso Comum                 |
| Val Perré              | Abdala                                 | 1.14 - Um Preso Comum                 |
| Fernando Macário       | Joel                                   | 1.14 - Um Preso Comum                 |
| Guilherme Rodio        | Donizete                               | 1.14 - Um Preso Comum                 |
| César Mello            | Tenente Nogueira                       | 1.14 - Um Preso Comum                 |
| Paulo Américo          | Gaguinho                               | 1.14 - Um Preso Comum                 |
| Valmir Pavam           | Antônio                                | 1.14 - Um Preso Comum                 |
| Heslaine Vieira        | Jussara Rocha                          | 1.15 - Razões Humanitárias            |
| Gustavo Trestini       | Dr. Alexandre Madeira Filho            | 1.15 - Razões Humanitárias            |
| Júlia Ianina           | Neusa                                  | 1.15 - Razões Humanitárias            |
| Bettinna               | Juliana                                | 2.01 - Imagem e Semelhança            |
| Thiago Martins         | Celso Mendes / Ivanildo Mendes         | 2.01 - Imagem e Semelhança            |
| Leonardo Medeiros      | Dr. Aramis                             | 2.01 - Imagem e Semelhança            |
| Sérgio Menezes         | Kalifa                                 | 2.01 - Imagem e Semelhança            |
| Flávio Pardal          | Zé                                     | 2.01 - Imagem e Semelhança            |
| Mariana Ruggiero       | Mariana                                | 2.01 - Imagem e Semelhança            |
| Fânia Espinosa         | Beth                                   | 2.02 - Ganância                       |
| Edu Guimarães          | Josué                                  | 2.02 - Ganância                       |
| Paulo Lessa            | Wagner                                 | 2.02 - Ganância                       |
| Isaac Medeiros         | Nascimento                             | 2.02 - Ganância                       |
| Wallace Ruy            | Sheila                                 | 2.02 - Ganância                       |
| Alexandre Tigano       | Ernani                                 | 2.02 - Ganância                       |
| José Loreto            | Paraíba                                | 2.03 - Cartas Não Mentem              |
| Monica Iozzi           | Daniela                                | 2.03 - Cartas Não Mentem              |
| Karol Conka            | Rejane dos Santos                      | 2.03 - Cartas Não Mentem              |
| Mariana Ruggiero       | Mariana                                | 2.03 - Cartas Não Mentem              |
| Pierre Bittencourt     | Geraldo Gomes                          | 2.03 - Cartas Não Mentem              |
| Ângelo Flávio          | Nego Boi                               | 2.03 - Cartas Não Mentem              |
| Pablo Rodrigues        | Hudson                                 | 2.03 - Cartas Não Mentem              |
| Rogério Bandeira       | Gomes                                  | 2.04 - Vingança                       |
| Carlos Gimenez         | Oliveira                               | 2.04 - Vingança                       |
| Arthur Kohl            | Delegado Lino                          | 2.04 - Vingança                       |
| Luiz Felipe Lucas      | Jamaica                                | 2.04 - Vingança                       |
| Helena Ranaldi         | Leila                                  | 2.04 - Vingança                       |
| Guilherme Rodio        | Donizete                               | 2.04 - Vingança                       |
| Vaneza Oliveira        |                                        | 2.04 - Vingança                       |
| Pablo Rodrigues        | Hudson                                 | 2.04 - Vingança                       |
| Matheus Fagundes       | Lucas                                  | 2.05 - Liberdade Assistida            |
| Leonardo Medeiros      | Dr. Aramis                             | 2.05 - Liberdade Assistida            |
| Vinícius Teixeira      | Carlos Maurício                        | 2.05 - Liberdade Assistida            |
| Malú Bierrembach       | Drª Ingrid                             | 2.05 - Liberdade Assistida            |
| Mariana Ruggiero       | Mariana                                | 2.05 - Liberdade Assistida            |
| Paulo Américo          | Gaguinho                               | 2.05 - Liberdade Assistida            |
| Graça Andrade          | Maura                                  | 2.05 - Liberdade Assistida            |
| Pierre Bittencourt     | Geraldo Gomes                          | 2.05 - Liberdade Assistida            |
| Marcelo Franzolin      | Antônio                                | 2.05 - Liberdade Assistida            |
| Geraldo Mário          | Jorjão (Jorge Pires Tuitara)           | 2.05 - Liberdade Assistida            |
| Pablo Rodrigues        | Hudson                                 | 2.05 - Liberdade Assistida            |
| Márcio Vito            | Beco                                   | 2.06 - Bens Bloqueados                |
| Osmar Prado            | Cacá (Carlos Alexandre de Lima e Silva | 2.06 - Bens Bloqueados                |
| Diogo Nogueira         | Pérola Branca                          | 2.06 - Bens Bloqueados                |
| Aline Fanju            | Mona                                   | 2.06 - Bens Bloqueados                |
| Eduardo Assioli        | Tomás de Lima e Silva                  | 2.06 - Bens Bloqueados                |
| Ando Camargo           | Antônio                                | 2.06 - Bens Bloqueados                |
| Paulo Gabriel          | Aldo                                   | 2.06 - Bens Bloqueados                |
| Carlos Grillo          | Juarez                                 | 2.06 - Bens Bloqueados                |
| Pablo Rodrigues        | Hudson                                 | 2.06 - Bens Bloqueados                |
| Ricardo Gelli          | Durval                                 | 2.07 - Amores Brutos - Parte I        |
| Mariana Ruggiero       | Mariana                                | 2.07 - Amores Brutos - Parte I        |
| Léa Garcia             | Clotilde                               | 2.07 - Amores Brutos - Parte I        |
| Paulo Américo          | Gaguinho                               | 2.07 - Amores Brutos - Parte I        |
| Ana Costa              | Neide                                  | 2.07 - Amores Brutos - Parte I        |
| Aury Porto             | Nelson                                 | 2.07 - Amores Brutos - Parte I        |
| Luciano Quirino        | Freitas                                | 2.07 - Amores Brutos - Parte I        |
| Mariana Ruggiero       | Mariana                                | 2.08 - Amores Brutos - Parte II       |
| Léa Garcia             | Clotilde                               | 2.08 - Amores Brutos - Parte II       |
| Paulo Américo          | Gaguinho                               | 2.08 - Amores Brutos - Parte II       |
| Ana Costa              | Neide                                  | 2.08 - Amores Brutos - Parte II       |
| Aury Porto             | Nelson                                 | 2.08 - Amores Brutos - Parte II       |
| Otto Jr.               | Ivair                                  | 2.09 - Fuga a Qualquer Preço          |
| Isabél Zuaa            | Grace Kelly                            | 2.09 - Fuga a Qualquer Preço          |
| Marilice Cosenza       | Lud                                    | 2.09 - Fuga a Qualquer Preço          |
| Esther Dias            | Joelma                                 | 2.09 - Fuga a Qualquer Preço          |
| Bráulio Ferraz         | Joel                                   | 2.09 - Fuga a Qualquer Preço          |
| Patrícia Gasppar       | Vanda                                  | 2.09 - Fuga a Qualquer Preço          |
| Lulu Pavarin           | Renata                                 | 2.09 - Fuga a Qualquer Preço          |
| Marcelo Zorzeto        | Ricardo                                | 2.09 - Fuga a Qualquer Preço          |
| Leonardo Medeiros      | Dr. Aramis                             | 2.10 - Uma Questão de Escolha         |
| Diyo Côelho            | Triagem                                | 2.10 - Uma Questão de Escolha         |
| Leonardo Medeiros      | Dr. Aramis                             | 2.11 - Psicóloga                      |
| Júlia Lemmertz         | Drª Paola                              | 2.11 - Psicóloga                      |
| Júlio Machado          | Marcinho Galã                          | 2.11 - Psicóloga                      |
| Elzio Vieira           | Tião                                   | 2.11 - Psicóloga                      |
| Francisco Gaspar       | Xerém                                  | 2.11 - Psicóloga                      |
| Camilo Namour          |                                        | 2.11 - Psicóloga                      |
| Shirley Cruz           | Júlia                                  | 2.11 - Psicóloga                      |
| João Vicente de Castro | David                                  | 2.12 - Mão no Fogo                    |
| Bruno Bellarmino       | Wagner                                 | 2.12 - Mão no Fogo                    |
| Shirley Cruz           | Júlia                                  | 2.12 - Mão no Fogo                    |
| Natália Lage           | Míriam                                 | 2.13 - Um Homem de Família - Parte I  |
| Otávio Linhares        | Paraná                                 | 2.13 - Um Homem de Família - Parte I  |
| Bertrand Duarte        | Gerson                                 | 2.13 - Um Homem de Família - Parte I  |
| Luciano Quirino        | Freitas                                | 2.13 - Um Homem de Família - Parte I  |
| Tay Lopez              | Anselmo                                | 2.13 - Um Homem de Família - Parte I  |
| Flávio Rocha           | Heitor                                 | 2.13 - Um Homem de Família - Parte I  |
| Natália Lage           | Míriam                                 | 2.14 - Um Homem de Família - Parte II |
| Bertrand Duarte        | Gerson                                 | 2.14 - Um Homem de Família - Parte II |
| Luciano Quirino        | Freitas                                | 2.14 - Um Homem de Família - Parte II |
| Fernando de Paula      | Funcionário na Greve                   | 2.14 - Um Homem de Família - Parte II |

## Exibição
Em 5 de fevereiro de 2019 às 22:15 horas, a emisora uruguaia Teledoce estreou a série, substituindo a primeira temporada Sob Pressão. Carcereiros foi substituída pela série brasileira Dupla Identidade. Na Itália, a série estreou em 11 de dezembro de 2018 no Sky Atlanticz sob o título Carcereiros - Dietro le sbarre.

## Audiência
Os dados são providos pelo IBOPE e se referem ao público da Grande São Paulo.
| #           | Exibição original      | Audiência (Média consolidada) | Ref.   |
| ----------- | ---------------------- | ----------------------------- | ------ |
| 1.01        | 26 de abril de 2018    | 25.7                          | [ 15 ] |
| 1.02        | 03 de maio de 2018     | 27.4                          | [ 16 ] |
| 1.03        | 10 de maio de 2018     | 25.8                          | [ 17 ] |
| 1.04        | 17 de maio de 2018     | 19.4                          | [ 18 ] |
| 1.05        | 24 de maio de 2018     | 20.9                          | [ 19 ] |
| 1.06        | 31 de maio de 2018     | 18.5                          | [ 20 ] |
| 1.07        | 07 de junho de 2018    | 21.3                          | [ 21 ] |
| 1.08        | 11 de outubro de 2018  | 18.7                          | [ 22 ] |
| 1.09        | 18 de outubro de 2018  | 21.3                          | [ 23 ] |
| 1.10        | 01 de novembro de 2018 | 22.1                          | [ 24 ] |
| 1.11        | 08 de novembro de 2018 | 21.6                          | [ 25 ] |
| 1.12        | 15 de novembro de 2018 | 17.3                          | [ 26 ] |
| 1.13        | 22 de novembro de 2018 | 18.3                          | [ 27 ] |
| 1.14        | 29 de novembro de 2018 | 17.8                          | [ 28 ] |
| 1.15        | 06 de dezembro de 2018 | 20.7                          | [ 29 ] |
| 2.01        | 23 de abril de 2019    | 11.8                          | [ 30 ] |
| 2.02        | 30 de abril de 2019    | 13.8                          | [ 31 ] |
| 2.03        | 16 de abril de 2019    | 11.5                          | [ 32 ] |
| 2.04        | 07 de maio de 2019     | 15.0                          | [ 33 ] |
| 2.05        | 14 de maio de 2019     | 14.7                          | [ 34 ] |
| 2.06        | 21 de maio de 2019     | 12.5                          | [ 35 ] |
| 2.07        | 28 de maio de 2019     | 14.1                          | [ 36 ] |
| 2.08        | 28 de maio de 2019     | 14.1                          | [ 36 ] |
| 2.09        | 11 de junho de 2019    | 14.8                          | [ 37 ] |
| 2.10        | 25 de junho de 2019    | 16.1                          | [ 38 ] |
| 2.11        | 09 de julho de 2019    | 14.5                          | [ 39 ] |
| 2.12        | 16 de julho de 2019    | 14.9                          | [ 40 ] |
| 2.13        | 23 de julho de 2019    | 13.9                          | [ 41 ] |
| 2.14        | 30 de julho de 2019    | 14.2                          | [ 42 ] |
| 3.1         | 18 de janeiro de 2021  |                               |        |
| 3.2         | 19 de janeiro de 2021  |                               |        |
| 3.3         | 21 de janeiro de 2021  |                               |        |
| 3.4         | 22 de janeiro de 2021  |                               |        |
| Média Geral | Média Geral            | 17.8                          | —      |

- Em 2018, cada ponto representa 71,8 mil domicílios ou 201,1 mil pessoas na Grande São Paulo.

## Prêmios e indicações
| Ano  | Prêmio          | Categoria            | Indicação             | Resultado | Ref.   |
| ---- | --------------- | -------------------- | --------------------- | --------- | ------ |
| 2018 | Melhores do Ano | Melhor Ator de Série | Rodrigo Lombardi      | Indicado  | [ 43 ] |
| 2018 | Troféu APCA     | Melhor Diretor       | José Eduardo Belmonte | Indicado  | [ 44 ] |
| 2019 | Troféu APCA     | Melhor Diretor       | José Eduardo Belmonte | Indicado  | [ 45 ] |
| 2019 | Melhores do Ano | Melhor Ator de Série | Rodrigo Lombardi      | Indicado  | [ 46 ] |

- MIPDrama Screenings 2017: Categoria "Full Episodes"[6]